# パンドラMAXシリーズ
パンドラMAXシリーズ（パンドラマックスシリーズ）は1999年にパンドラボックスが開発・発売したプレイステーション（PS）用ゲームのシリーズ。

## 概要
パンドラボックスが世に出したゲームソフトの自社ブランドであり、全作とも、同社社長である飯島健男がプロデューサーを務めた。
完全新作で、やり応え十分のゲームソフトを1980円でリリースするというコンセプトのシリーズであり、シリーズ共通のキャッチコピーは「1980円の超大作」だった。シリーズの共通のモットーとしては「1プレイは10時間以内で終わるゲーム、そのかわり遊べば遊ぶほど味の出るスルメのようなゲーム」であり、1周をやり込むのではなく周回プレイを楽しむゲームとして設計されている。しかし『ONI零〜復活〜』はマルチエンドではない一本の長大なシナリオとなっている。
攻略本のインタビューで飯島は「ソフトを5本ずつ収納できるボックス付き仕様のソフトを5本ごとに世に出したい」と語っており、第5作「ごちゃちる」はその通りになった。しかし、シリーズはその次の第6作で終了している。
全作に、メモリーカード用シールが付属していた。

## コンバート
本シリーズの全ソフト共通のシステム。
そのソフト以前に発売された同シリーズソフトのセーブデータを読み込ませることによって、隠しイベント出現、レアアイテム入手など様々な特典を得られるというシステムである。

## おまけ項目
本シリーズのソフトには、「おまけ」というメニューが存在した。
ファンレターを掲載する「お便りコーナー」、同シリーズのソフトの紹介映像を見ることができる「予告」、ミニシナリオ「ごちゃちる」といった項目が用意されていた。しかし六作目の『ONI零〜復活〜』では「予告」が「ラインナップ」に変わり、過去作品の紹介のみに留まっていた。
「ごちゃちる」は、後にシリーズ第5作としてソフト化されている。

## シリーズ一覧
- パンドラMAXシリーズVOL.1 ドラゴンナイツグロリアス
- パンドラMAXシリーズVOL.2 死者の呼ぶ館
- パンドラMAXシリーズVOL.3 ラビッシュブレイズン
- パンドラMAXシリーズVOL.4 Catch! 〜気持ちセンセーション〜
- パンドラMAXシリーズVOL.5 ごちゃちる
- パンドラMAXシリーズVOL.6  ONI零〜復活〜

「ごちゃちる」は、1980円の通常版の他、ソフト収納ボックスと攻略本「連動の書」が付属する2980円の限定版が存在する。
2009年8月26日よりゲームアーカイブスでの配信が始まり、現在は全ての作品がダウンロード可能である。

## 未発売ソフト
前述の「予告」で紹介されながらも、シリーズ終了によって日の目を見なかった作品。
リストラの朝
シリーズ開始当初は第5作として予定されていたアドベンチャーゲーム。「リストラされた中年サラリーマンが主人公であり、手製の爆弾で会社に復讐しようと目論むも、既に会社はテロリストに占拠されていた」というストーリーだった。「心の癒しゲーム」「リストラ男のダイ・ハード」とも称された。
前述の攻略本インタビューの通り、5作ごとにボックスを出そうという企画から、本ソフトは限定版には向かないだろうということで、発売を先送りにされた。
開発はかなり進んでおり、同攻略本や『ごちゃちる』にはキャラクターのイラストや紹介も載っていたが、結局世には出なかった。飯島によると執筆段階の時点で文章量は『ドラゴンナイツグロリアス』を上回る勢いだったとの事。
闇の蛹
シリーズ開始当初は第6作として予定されていた。記憶喪失となった人物が主人公のアドベンチャーゲーム。
しかしシリーズ途中から、予告編が簡素なものに変り、発売日も未定とされ、そのまま世に出ることはなかった。
なお同人ソフト『学校であった恋い話』攻略本で飯島が語ったところによると、『四八（仮）』には本作と『リストラの朝』の内容を意識したシナリオを入れる予定だったが、諸事情で削られたとのこと。
『ドラゴンナイツグロリアス』にはこの作品のパロディとも言えるエンディング「ヤミノサナギ」が存在する。
ラビッシュブレイズン2
シリーズ第3作である『ラビッシュブレイズン』の続編。シナリオライターとキャラクターデザインは『1』同様、和田慶子と珠梨やすゆきが担当する予定だった。
『1』の好調を受けて早くも製作が決定し、シナリオプロットとキャラクターデザインも早々に出来上がったが、世に出る事は無く、『Catch!』と『ごちゃちる』に収録された予告で新キャラである女性の線画と、「今度はハーレムだ！」という触れ込みが発表されただけだった。
『ごちゃちる』の説明書によると、今度はアルフレッドがカーレイル国を救うために旅立つ、という内容だったらしい。
ONI零〜流転〜
シリーズ第6作『ONI零〜復活〜』の続編であり、「予告」で告知された訳ではなくエンディングで予告されていた。予告では、過去のONIシリーズのキャラが集結する内容になるとされていた。飯島はブログにて「いつか（このシリーズに）決着を付けたい」と語っていた。